# Palácio Flávio
Palácio Flávio (em latim: Domus Flavia) é uma parte do vasto complexo residencial dos imperadores romanos no monte Palatino em Roma. Foi concluído em 92 d.C. na época do imperador Domiciano e atribuído ao seu principal arquiteto, Rabírio.
Conhecido por sua grandiosidade, o Palácio Flávio era geralmente utilizado para eventos de estado enquanto que o Palácio Augusto (Domus Augustana), um palácio enorme e ricamente decorado ao sul do Palácio Flávio, servia como residência principal do imperador.

## Layout
O palácio tinha diversos salões e salas interconectadas; as principais eram a Aula Régia (flanqueada pelo "Larário" e a "Basílica") e o triclínio (Cenatio Iovis). A basílica era um grupo de três salas, a primeira parte do palácio visível para quem chegava pelo Clivo Palatino, a via que ligava o Fórum Romano ao monte Palatino. A próxima era a Aula Régia, uma das maiores salas do palácio. Na época de Domiciano, as paredes eram revestidas de mármore, as colunas eram de mármore frígio e havia um belo friso cuidadosamente esculpido. A terceira sala, o larário, a menor e menos preservada do palácio. Atrás dele estava uma escada que levava ao Palácio Augusto. Havia também um peristilo e diversas salas para o leste e oeste destas três. O triclínio, a última das grandes salas do palácio, era, assim como a Aula Régia, enorme e ricamente decorado, com colunas coríntias e um friso. Ele se abria para dois pátios com fontes para o norte e para o sul.

## Destino
O poeta Estácio, contemporâneo de Domiciano, descreveu o esplendor do Palácio Flávio em "Silvae" (IV, 2): 
| “ | Incrível e vasto é o edifício, não apenas por uma centena de colunas, mas por tantas quantas seriam necessárias para segurar os deuses e o céu se Atlas fosse dispensado. O vizinho palácio do Trovoador boceja para ele e os deuses se regozijam por você estar alojado em uma moradia assim [...]: tão grande é a distância pela qual se estende a estrutura e é o alcance do vasto salão, maior do que o de uma planície aberta, abarcando muito céu e inferior apenas que a de seu mestre. | ” |

Os estudiosos geralmente identificam esta sala com o triclínio, mas é possível que seja também a Aula Régia, famosa justamente pela quantidade de colunas.
O Palácio Flávio foi um dos muitos projetos de construção de Domiciano, que incluíam ainda o Palácio Augusto, uma melhoria no Circo Máximo, uma contribuição para o Panteão, três templos para os membros da dinastia flaviana deificados (o Templo de Vespasiano e Tito, o Pórtico dos Deuses e o Templo dos Flávios. Ele construiu ainda o Estádio de Domiciano e o Odeão de Domiciano.

## Galeria

Imagens do palácio
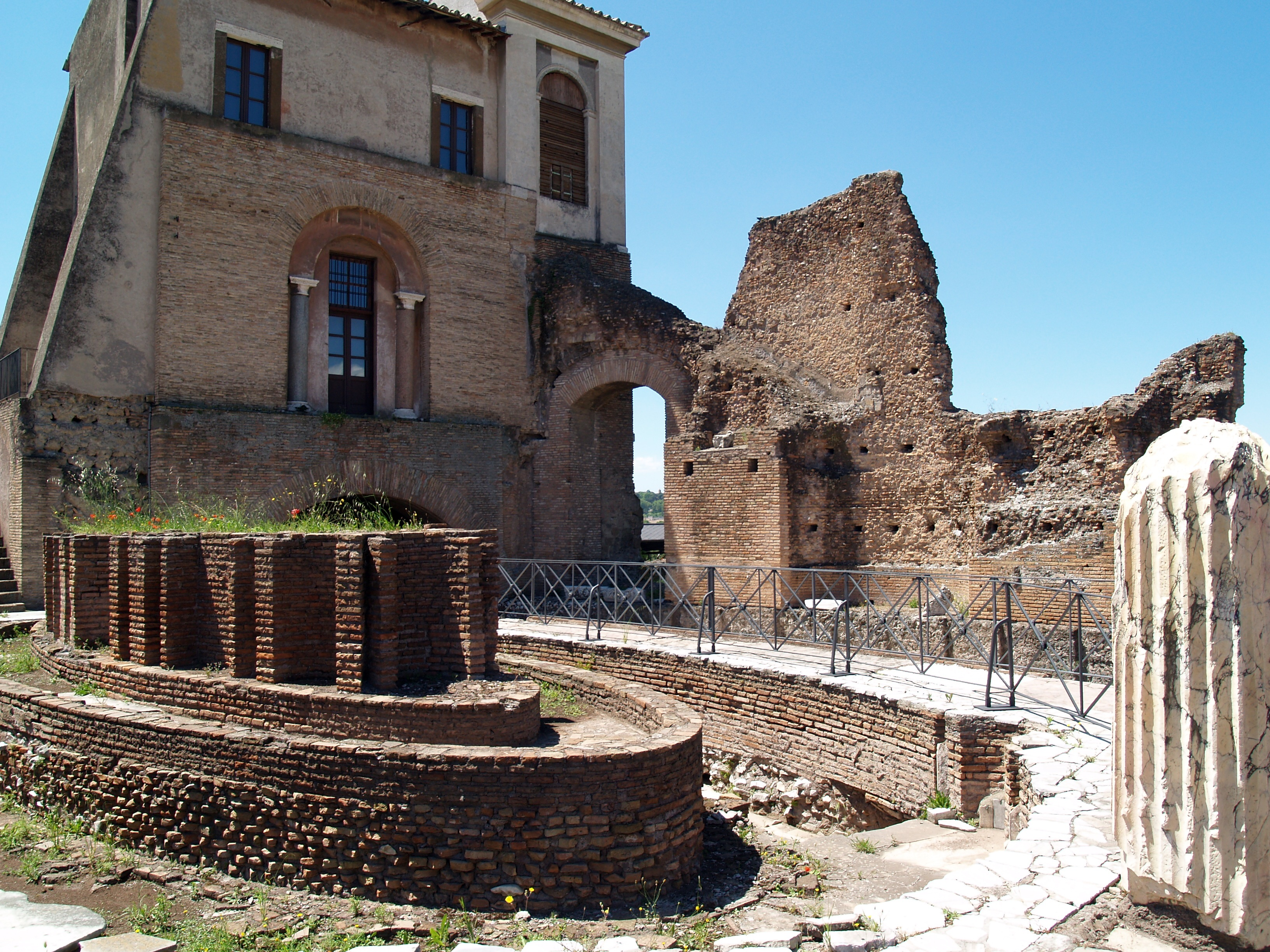
Uma das duas fontes nas laterais do triclínio (Cenatio Jovis) do Palácio Flávio
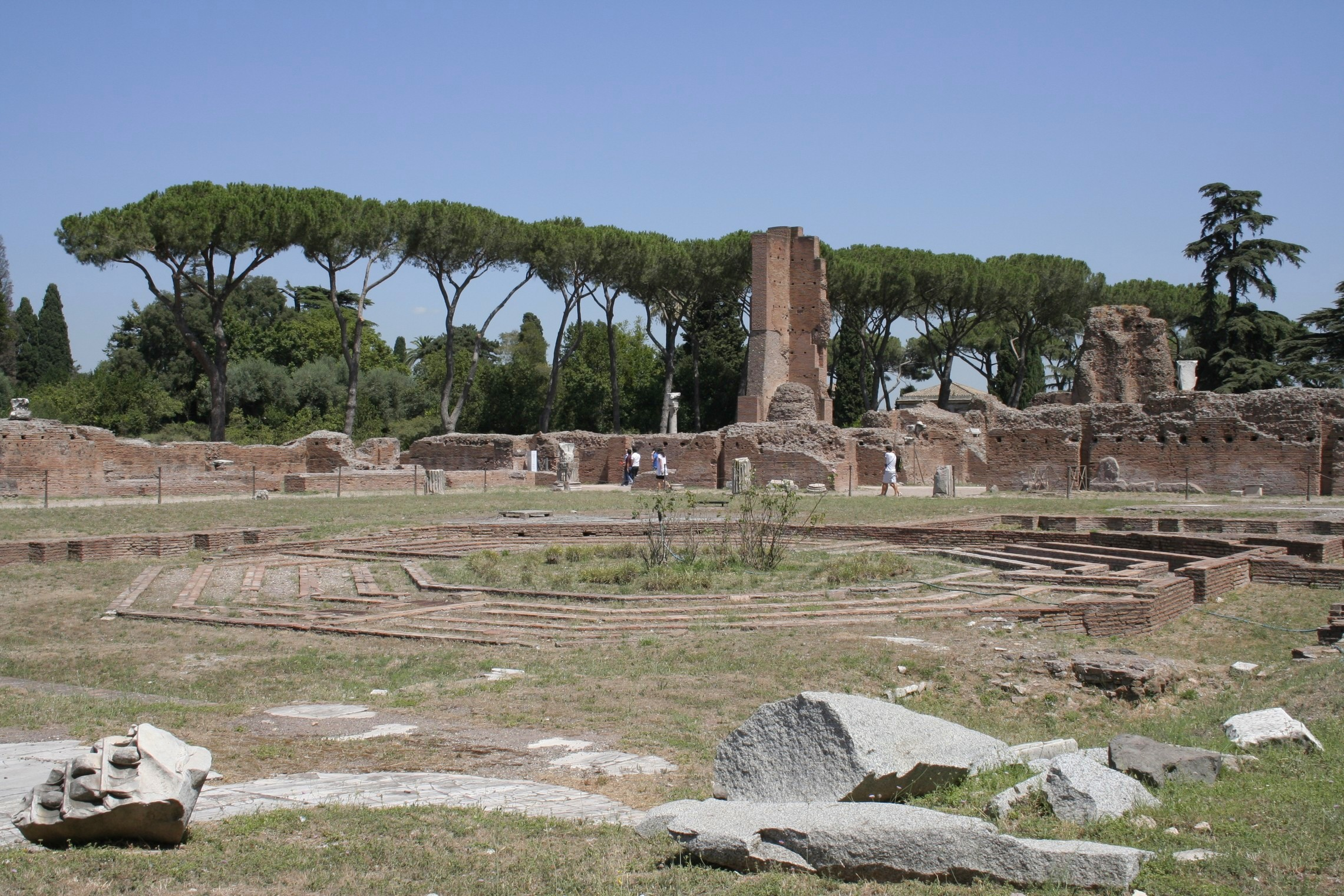
Fonte octogonal no centro do complexo.
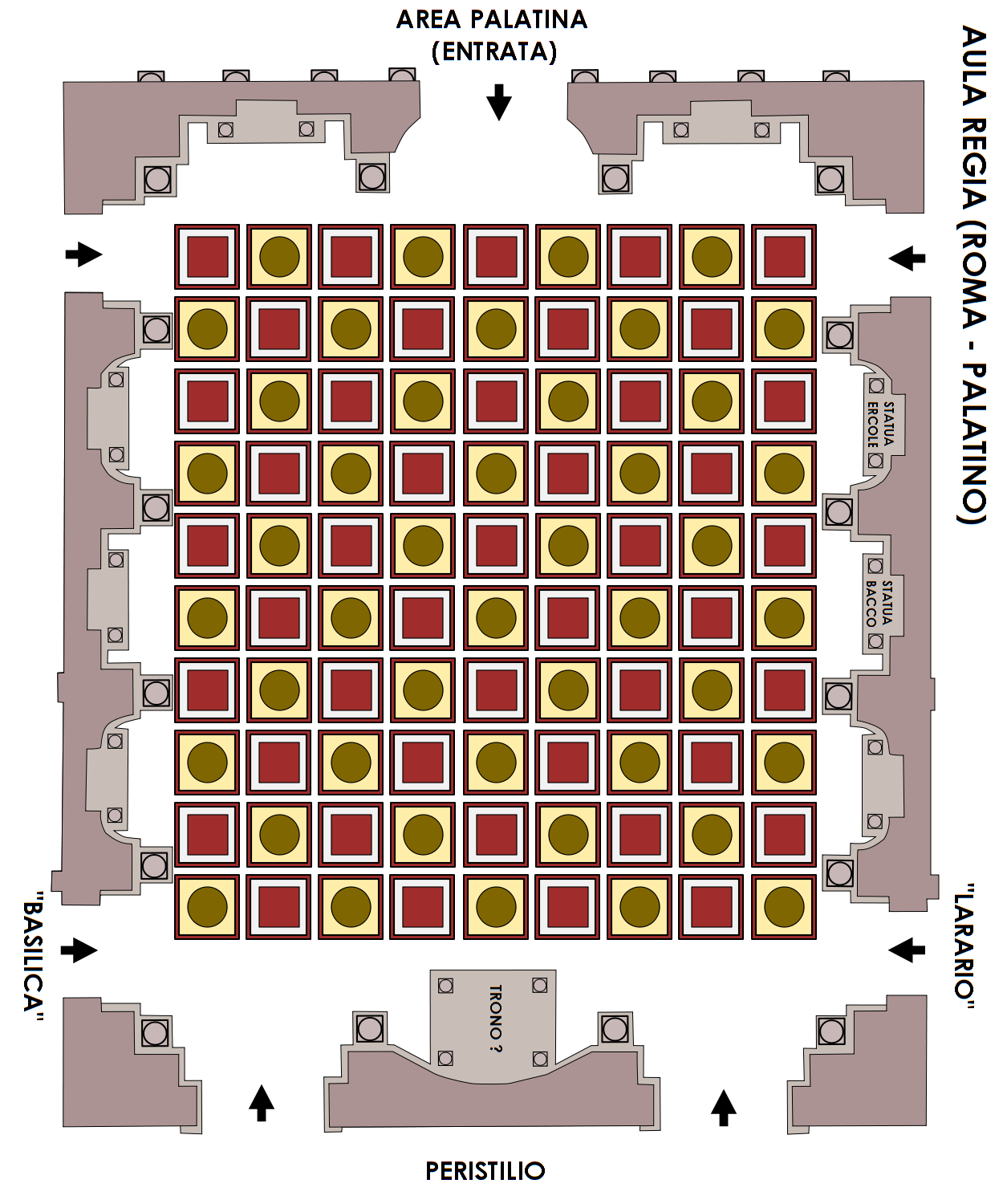
Planta da Aula Régia.
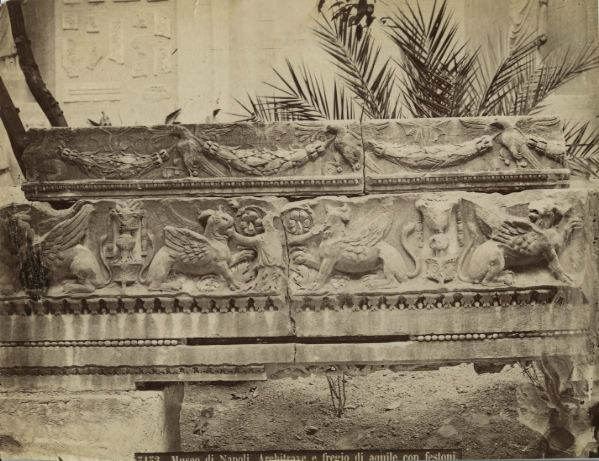
Friso oriundo do Palácio Flávio, hoje no Museu Arqueológico de Nápoles.
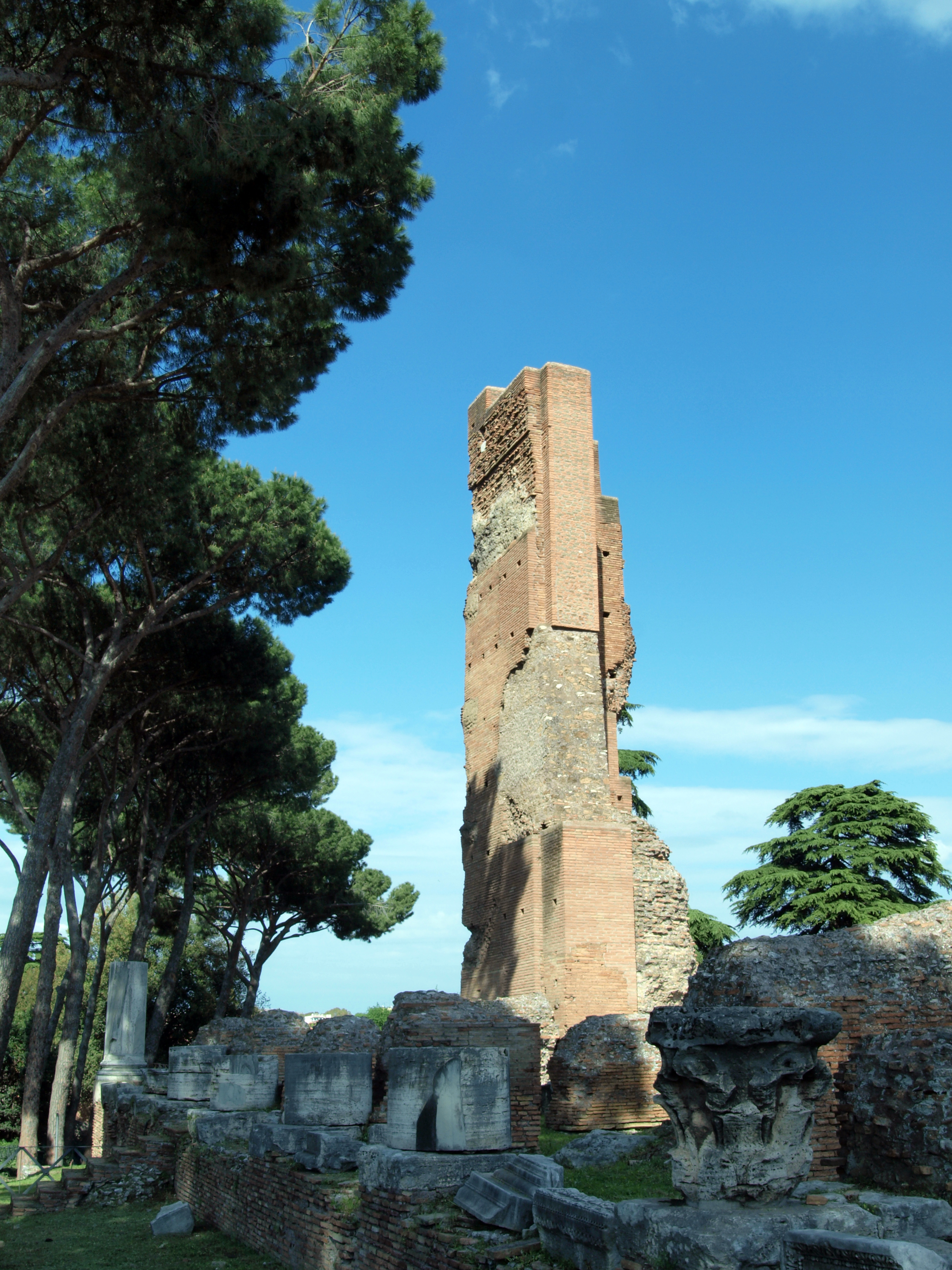
Muro externo da basílica.